# Liste des titulaires de la croix de chevalier de la croix de fer avec feuilles de chêne et glaives
Pour un article plus général, voir Croix de chevalier de la croix de fer.

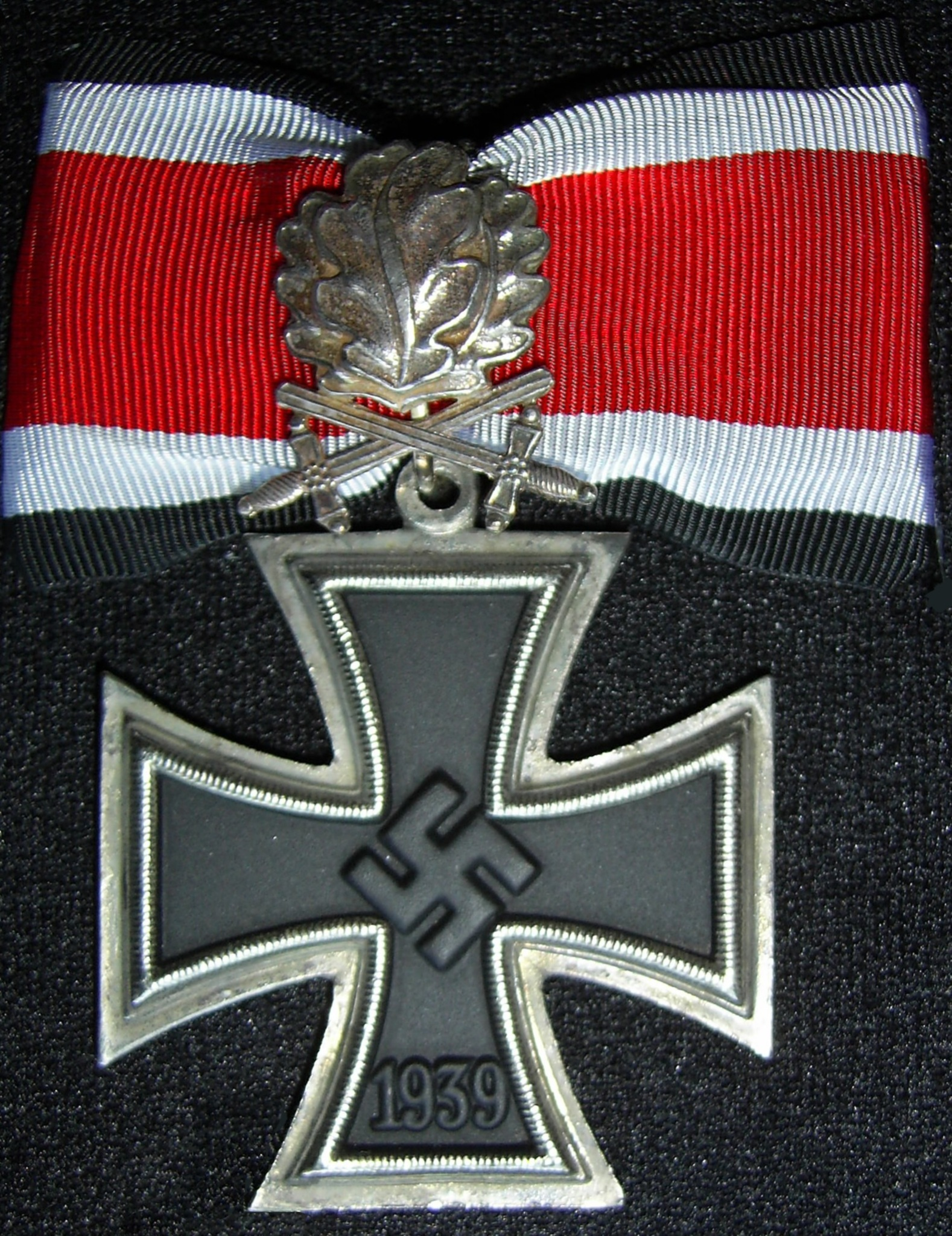
La croix de chevalier de la croix de fer avec feuilles de chêne et glaives.

Voici la liste des titulaires de la croix de chevalier de la croix de fer avec feuilles de chêne et glaives (Ritterkreuz des Eisernen Kreuzes mit Eichenlaub und Schwertern), une des plus hautes décorations militaires allemandes de la Seconde Guerre mondiale. Elle ne fut remise que cent-soixante fois au total, dont certaines à titre posthume. 
Le Japonais Isoroku Yamamoto est le seul non-allemand à avoir reçu cette distinction. Contrairement aux Allemands il n'a pas de numéro officiel de récipiendaire.
Vingt-sept soldats se virent remettre des décorations de rang plus élevé dans l'ordre de la croix de fer. Il s'agit de vingt-sept officiers qui reçurent la croix de chevalier de la croix de fer avec feuilles de chêne glaives et brillants (dont Hans-Ulrich Rudel qui reçut en plus la croix de chevalier de la croix de fer avec feuilles de chêne et glaives en or et brillants).

## Liste des titulaires
| Numéro officiel | Nom                                 | Arme         | Grade                       | Unité                                     | Date de décoration | Note                                                    |
| --------------- | ----------------------------------- | ------------ | --------------------------- | ----------------------------------------- | ------------------ | ------------------------------------------------------- |
| 1               | Adolf Galland                       | Luftwaffe    | Oberstleutnant              | JG 26                                     | 21 juin 1941       | 2e brillants le 28 janvier 1942                         |
| 2               | Werner Mölders                      | Luftwaffe    | Major                       | JG 51                                     | 22 juin 1941       | 1er brillants le 15 juillet 1941                        |
| 3               | Walter Oesau                        | Luftwaffe    | Hauptmann                   | III./JG 3                                 | 15 juillet 1941    |                                                         |
| 4               | Günther Lützow                      | Luftwaffe    | Major                       | JG 3                                      | 11 octobre 1941    |                                                         |
| 5               | Otto Kretschmer                     | Kriegsmarine | Korvettenkapitän            | U-99                                      | 26 décembre 1941   |                                                         |
| 6               | Erwin Rommel                        | Heer         | General der Panzertruppen   | Panzergruppe Afrika                       | 20 janvier 1942    | 6e brillants le 11 mars 1943                            |
| 7               | Heinrich Bär                        | Luftwaffe    | Hauptmann                   | 12./JG 51                                 | 16 février 1942    |                                                         |
| 8               | Hans Philipp                        | Luftwaffe    | Hauptmann                   | I./JG 54                                  | 12 mars 1942       |                                                         |
| 9               | Herbert Ihlefeld                    | Luftwaffe    | Hauptmann                   | I./JG 77                                  | 24 avril 1942      |                                                         |
| 10              | Max-Hellmuth Ostermann              | Luftwaffe    | Oberleutnant                | 7./JG 54                                  | 17 mai 1942        |                                                         |
| 11              | Hermann Graf                        | Luftwaffe    | Leutnant der Reserve        | 9./JG 52                                  | 19 mai 1942        | 5e brillants le 16 septembre 1942                       |
| 12              | Hans-Joachim Marseille              | Luftwaffe    | Oberleutnant                | 3./JG 27                                  | 18 juin 1942       | 4e brillants le 3 septembre 1942                        |
| 13              | Gordon Gollob                       | Luftwaffe    | Hauptmann                   | JG 77                                     | 23 juin 1942       | 3e brillants le 30 août 1942                            |
| 14              | Leopold Steinbatz                   | Luftwaffe    | Oberfeldwebel               | 9./JG 52                                  | 23 juin 1942       | à titre posthume                                        |
| 15              | Albert Kesselring                   | Luftwaffe    | Generalfeldmarschall        | OB Süd                                    | 18 juillet 1942    | 14e brillants le 19 juillet 1944                        |
| 16              | Werner Baumbach                     | Luftwaffe    | Hauptmann                   | I./KG 30                                  | 17 août 1942       |                                                         |
| 17              | Erich Topp                          | Kriegsmarine | Kapitänleutnant             | U-552                                     | 17 août 1942       |                                                         |
| 18              | Reinhard Suhren                     | Kriegsmarine | Kapitänleutnant             | U-564                                     | 1er septembre 1942 |                                                         |
| 19              | Joachim Müncheberg                  | Luftwaffe    | Hauptmann                   | JG 51 "Mölders"                           | 9 septembre 1942   |                                                         |
| 20              | Joachim Helbig                      | Luftwaffe    | Hauptmann                   | I. (K)/ Lehr-Geschwader 1                 | 28 septembre 1942  |                                                         |
| 21              | Karl Eibl                           | Heer         | Generalmajor                | 385. Inf.Division                         | 19 décembre 1942   |                                                         |
| 22              | Hans-Valentin Hube                  | Heer         | Generalleutnant             | XIV. Pz.Korps                             | 21 décembre 1942   | 13e brillants le 20 avril 1944                          |
| 23              | Wolf-Dietrich Wilcke                | Luftwaffe    | Major                       | JG 3                                      | 23 décembre 1942   |                                                         |
| 24              | Alfred Druschel                     | Luftwaffe    | Hauptmann                   | I./SchlG 1                                | 19 février 1943    |                                                         |
| 25              | Hermann Balck                       | Heer         | Generalleutnant             | 11e Panzerdivision                        | 4 mars 1943        | 19e brillants le 31 août 1944                           |
| 26              | Josef Dietrich                      | Waffen-SS    | SS-Obergruppenführer        | SS-Pz.Gren.Div."LSSAH"                    | 14 mars 1943       | 16e brillants le 6 août 1944                            |
| 27              | Hyazinth Strachwitz                 | Heer         | Oberst d.Res.               | Pz.Rgt. "Großdeutschland"                 | 28 mars 1943       | 11e brillants le 15 avril 1944                          |
| 28              | Walter Model                        | Heer         | Generaloberst               | 9. Armee                                  | 2 avril 1943       | 17e brillants le 17 août 1944                           |
| 29              | Wolfgang Lüth                       | Kriegsmarine | Kapitänleutnant             | U-181                                     | 15 avril 1943      | 7e brillants le 9 août 1943                             |
|                 | Isoroku Yamamoto                    |              | Amiral                      | Commandant en chef de la flotte japonaise | 27 mai 1943        | à titre posthume                                        |
| 30              | Walter Gorn                         | Heer         | Oberst                      | Pz.Gren.Rgt. 10 de la 9e Panzerdivision   | 8 juin 1943        |                                                         |
| 31              | Dietrich Peltz                      | Luftwaffe    | Oberst i.G                  | Angriffsführer England                    | 23 juillet 1943    |                                                         |
| 32              | Helmut Lent                         | Luftwaffe    | Major                       | NJG 3                                     | 2 août 1943        | 15e brillants le 31 juillet 1944                        |
| 33              | Adelbert Schulz                     | Heer         | Oberstleutnant              | Pz.Rgt. 25 de la 7e Panzerdivision        | 6 août 1943        | 9e brillants le 14 décembre 1943                        |
| 34              | Günther Rall                        | Luftwaffe    | Hauptmann                   | III./JG 52                                | 12 septembre 1943  |                                                         |
| 35              | Hermann Hoth                        | Heer         | Generaloberst               | 4. Panzerarmee                            | 15 septembre 1943  |                                                         |
| 36              | Josef Harpe                         | Heer         | General der Panzertruppen   | XXXXI. Pz.Korps                           | 15 septembre 1943  |                                                         |
| 37              | Walter Nowotny                      | Luftwaffe    | Hauptmann                   | I./JG 54                                  | 22 septembre 1943  | 8e brillants 19 octobre 1943                            |
| 38              | Waldemar von Gazen                  | Heer         | Major                       | Pz.Gren.Rgt. 66                           | 3 octobre 1943     |                                                         |
| 39              | August Dieckmann                    | Waffen-SS    | SS-Obersturmbannführer      | SS-Pz.Gren.Rgt. 10 "Westland"             | 10 octobre 1943    |                                                         |
| 40              | Günther von Kluge                   | Heer         | Generalfeldmarschall        | Heeresgruppe Mitte                        | 29 octobre 1943    |                                                         |
| 41              | Gerhard von Schwerin                | Heer         | Generalmajor                | 16. Inf.Division                          | 4 novembre 1943    |                                                         |
| 42              | Hans-Ulrich Rudel                   | Luftwaffe    | Hauptmann                   | II./StG 2                                 | 25 novembre 1943   | 10e brillants le 29 mars 1944 dorés le 29 décembre 1944 |
| 43              | Hajo Herrmann                       | Luftwaffe    | Oberst                      | Inspekteur d. dt. Luftverteidigung        | 23 janvier 1944    |                                                         |
| 44              | Heinrich Prinz zu Sayn-Wittgenstein | Luftwaffe    | Major                       | NJG 2                                     | 23 janvier 1944    | à titre posthume                                        |
| 45              | Erich Bärenfänger                   | Heer         | Major                       | III./GR 123                               | 23 janvier 1944    |                                                         |
| 46              | Dietrich von Saucken                | Heer         | Generalleutnant             | 4e Panzerdivision                         | 31 janvier 1944    | 27e brillants le 8 mai 1945                             |
| 47              | Herbert Otto Gille                  | Waffen-SS    | SS-Gruppenführer            | SS-Pz.Gren.Div. "Wiking"                  | 20 février 1944    | 12e brillants le 19 avril 1944                          |
| 48              | Hermann Breith                      | Heer         | General der Panzertruppen   | III. Pz.Korps                             | 21 février 1944    |                                                         |
| 49              | Franz Bäke                          | Heer         | Oberstleutnant d.Res.       | Pz.Rgt. 11 de la 6e Panzerdivision        | 21 février 1944    |                                                         |
| 50              | Hasso von Manteuffel                | Heer         | Generalleutnant             | 7e Panzerdivision                         | 22 février 1944    | 24e brillants le 18 février 1945                        |
| 51              | Egon Mayer                          | Luftwaffe    | Oberstleutnant              | JG 2                                      | 2 mars 1944        | à titre posthume                                        |
| 52              | Gerhard Barkhorn                    | Luftwaffe    | Hauptmann                   | II./JG 52                                 | 2 mars 1944        |                                                         |
| 53              | Franz Griesbach                     | Heer         | Oberst                      | GR 399                                    | 6 mars 1944        |                                                         |
| 54              | Werner Streib                       | Luftwaffe    | Major                       | NJG 1                                     | 11 mars 1944       |                                                         |
| 55              | Richard Heidrich                    | Luftwaffe    | Generalleutnant             | 1. Fallschirmjäger-Division               | 25 mars 1944       |                                                         |
| 56              | Hinrich Schuldt                     | Waffen-SS    | SS-Oberführer               | 2. lett. SS-Freiw. Brig.                  | 25 mars 1944       |                                                         |
| 57              | Georg-Wilhelm Postel                | Heer         | Generalleutnant             | 320. Inf.Division                         | 26 mars 1944       |                                                         |
| 58              | Wend von Wietersheim                | Heer         | Generalmajor                | 11e Panzerdivision                        | 26 mars 1944       |                                                         |
| 59              | Erich von Manstein                  | Heer         | Generalfeldmarschall        | Heeresgruppe Süd                          | 30 mars 1944       |                                                         |
| 60              | Ewald von Kleist                    | Heer         | Generalfeldmarschall        | Heeresgruppe A                            | 30 mars 1944       |                                                         |
| 61              | Alwin Boerst                        | Luftwaffe    | Major                       | I./SG 2                                   | 6 avril 1944       | à titre posthume                                        |
| 62              | Ernst Kupfer                        | Luftwaffe    | Oberst                      | General der Schlachtflieger               | 11 avril 1944      | à titre posthume                                        |
| 63              | Hans Kreysing                       | Heer         | General der Gebirgstruppen  | XVII. AK                                  | 13 avril 1944      |                                                         |
| 64              | Hans Jordan                         | Heer         | General der Infanterie      | VI. AK                                    | 20 avril 1944      |                                                         |
| 65              | Hermann Priess                      | Waffen-SS    | SS-Brigadeführer            | 3e SS-Pz.Div. Totenkopf                   | 24 avril 1944      |                                                         |
| 66              | Albrecht Brandi                     | Kriegsmarine | Kapitänleutnant             | U-380                                     | 9 mai 1944         | 22e brillants le 24 novembre 1944                       |
| 67              | Ludwig Heilmann                     | Luftwaffe    | Oberst                      | Fallsch.J.Rgt. 3                          | 15 mai 1944        |                                                         |
| 68              | Georg-Hans Reinhardt                | Heer         | Generaloberst               | 3. Panzerarmee                            | 26 mai 1944        |                                                         |
| 69              | Horst Niemack                       | Heer         | Oberst                      | Pz.Füs.Rgt. "Großdeutschland"             | 4 juin 1944        |                                                         |
| 70              | Alfons König                        | Heer         | Oberstleutnant d.Res.       | GR 199 "List"                             | 9 juin 1944        |                                                         |
| 71              | Michael Wittmann                    | Waffen-SS    | SS-Obersturmbannführer      | 2./schw. SS-Pz.Abt. 101                   | 22 juin 1944       |                                                         |
| 72              | Eduard Dietl                        | Heer         | Generaloberst               | 20. Gebirgs-Armee                         | 1er juillet 1944   | à titre posthume                                        |
| 73              | Josef Priller                       | Luftwaffe    | Oberstleutnant              | JG 26                                     | 2 juillet 1944     |                                                         |
| 74              | Friedrich Lang                      | Luftwaffe    | Major                       | III./SG 1                                 | 2 juillet 1944     |                                                         |
| 75              | Erich Hartmann                      | Luftwaffe    | Oberleutnant                | 9./JG 52                                  | 2 juillet 1944     | 18e brillants le 25 août 1944                           |
| 76              | Smilo Freiherr von Lüttwitz         | Heer         | Generalleutnant             | 26e Panzerdivision                        | 4 juillet 1944     |                                                         |
| 77              | Hans Dorr                           | Waffen-SS    | SS-Sturmbannführer          | SS-Pz.Gren.Rgt. 9 "Germania"              | 9 juillet 1944     |                                                         |
| 78              | Anton Hackl                         | Luftwaffe    | Major                       | III./JG 11                                | 9 juillet 1944     |                                                         |
| 79              | Rainer Stahel                       | Heer         | Generalmajor                | Fester Platz Wilna                        | 18 juillet 1944    |                                                         |
| 80              | Theodor Tolsdorff                   | Heer         | Oberstleutnant              | GR 1067                                   | 18 juillet 1944    | 25e brillants le 18 mars 1945                           |
| 81              | Fritz Bayerlein                     | Heer         | Generalleutnant             | Panzer Lehr Division                      | 20 juillet 1944    |                                                         |
| 82              | Johannes Steinhoff                  | Luftwaffe    | Oberstleutnant              | JG 77                                     | 28 juillet 1944    |                                                         |
| 83              | Hermann Fegelein                    | Waffen-SS    | SS-Gruppenführer            | 8. SS-Freiw. Kav. Div.                    | 30 juillet 1944    |                                                         |
| 84              | Heinz-Wolfgang Schnaufer            | Luftwaffe    | Hauptmann                   | IV./NJG 1                                 | 30 juillet 1944    | 21e brillants le 16 octobre 1944                        |
| 85              | Fritz von Scholz                    | Waffen-SS    | SS-Gruppenführer            | 11. SS-Freiw. Pz.Gren.Div.                | 8 août 1944        |                                                         |
| 86              | Felix Steiner                       | Waffen-SS    | SS-Obergruppenführer        | III. germ. SS-Pz.Korps                    | 10 août 1944       |                                                         |
| 87              | Walter Fries                        | Heer         | Generalleutnant             | 29. Panzer-Grenadier-Division             | 11 août 1944       |                                                         |
| 88              | Kurt Bühligen                       | Luftwaffe    | Major                       | JG 2                                      | 14 août 1944       |                                                         |
| 89              | Johannes Mayer                      | Heer         | Generalleutnant             | 329. Inf.Division                         | 23 août 1944       |                                                         |
| 90              | Paul Hausser                        | Waffen-SS    | SS-Oberstgruppenführer      | 7. Armee                                  | 28 août 1944       |                                                         |
| 91              | Kurt Meyer                          | Waffen-SS    | SS-Standartenführer         | 12. SS-Pz.Division Hitlerjugend           | 27 août 1944       |                                                         |
| 92              | Robert von Greim                    | Luftwaffe    | Generaloberst               | Luftflotte 6                              | 28 août 1944       | -                                                       |
| 93              | Ferdinand Schörner                  | Heer         | Generaloberst               | Heeresgruppe Nord                         | 28 août 1944       | 23e brillants le 1er janvier 1945                       |
| 94              | Theodor Wisch                       | Waffen-SS    | SS-Brigadeführer            | 1. SS-Pz.Div. "LSSAH"                     | 30 août 1944       |                                                         |
| 95              | Otto Baum                           | Waffen-SS    | SS-Standartenführer         | 2. SS-Pz.Div.                             | 2 septembre 1944   |                                                         |
| 96              | Hans Kroh                           | Luftwaffe    | Oberst                      | 2. Fallschirmjäger-Division               | 12 septembre 1944  |                                                         |
| 97              | Wilhelm Wegener                     | Heer         | General der Infanterie      | L. Armeekorps                             | 17 septembre 1944  |                                                         |
| 98              | Theodor Nordmann                    | Luftwaffe    | Major                       | II./SG 1                                  | 17 septembre 1944  |                                                         |
| 99              | Hermann-Bernhard Ramcke             | Luftwaffe    | Generalleutnant             | Bataille de Brest                         | 19 septembre 1944  | 20e brillants le 19 septembre 1944                      |
| 100             | Otto von Knobelsdorff               | Heer         | General der Panzertruppen   | XXXX. Pz.K.                               | 21 septembre 1944  |                                                         |
| 101             | Karl Mauss                          | Heer         | Generalmajor                | 7e Panzerdivision                         | 23 octobre 1944    | 26. Diamonds, 15 avril 1945                             |
| 102             | Werner Ziegler                      | Heer         | Major                       | GR 186                                    | 23 octobre 1944    |                                                         |
| 103             | Fritz Feßmann                       | Heer         | Hauptmann d.Res.            | Pz.Aufkl.Abt. 5                           | 23 octobre 1944    | à titre posthume                                        |
| 104             | Hermann Recknagel (général)         | Heer         | General der Infanterie      | XXXXII. AK                                | 23 octobre 1944    |                                                         |
| 105             | Maximilian von Edelsheim            | Heer         | Generalleutnant             | 24e Panzerdivision                        | 23 octobre 1944    |                                                         |
| 106             | Hans Källner                        | Heer         | Generalleutnant             | 19e Panzerdivision                        | 23 octobre 1944    |                                                         |
| 107             | Werner Mummert                      | Heer         | Oberst d.Res.               | Pz.Gren.Rgt. 103 de la 14e Panzerdivision | 23 octobre 1944    |                                                         |
| 108             | Josef Wurmheller                    | Luftwaffe    | Hauptmann                   | III./JG 2 "Richthofen"                    | 24 octobre 1944    | à titre posthume                                        |
| 109             | Hermann Hohn                        | Heer         | Generalmajor                | 72. Inf.Division                          | 31 octobre 1944    |                                                         |
| 110             | Hans von Obstfelder                 | Heer         | General der Infanterie      | LXXXVI. AK                                | 5 novembre 1944    |                                                         |
| 111             | Ernst-Günther Baade                 | Heer         | Generalleutnant             | 90. Panzer-Gren.Div.                      | 16 novembre 1944   |                                                         |
| 112             | Karl-Lothar Schulz                  | Luftwaffe    | Oberst                      | 1. Fallschirmjäger-Division               | 18 novembre 1944   |                                                         |
| 113             | Otto Kittel                         | Luftwaffe    | Oberleutnant                | 2./JG 54                                  | 25 novembre 1944   |                                                         |
| 114             | Georg von Boeselager                | Heer         | Oberstleutnant              | 3. Kav. Brigade                           | 28 novembre 1944   | à titre posthume                                        |
| 115             | Helmuth Weidling                    | Heer         | General der Artillerie      | XXXXI. Pz.Korps                           | 28 novembre 1944   |                                                         |
| 116             | Heinz Harmel                        | Waffen-SS    | SS-Brigadeführer            | 10. SS-Pz.Div. "Frundsberg"               | 15 décembre 1944   |                                                         |
| 117             | Traugott Herr                       | Heer         | General der Panzertruppen   | LXXVI. Pz.Korps                           | 18 décembre 1944   |                                                         |
| 118             | Alfred-Hermann Reinhardt            | Heer         | Generalleutnant             | 98. Inf.Division                          | 24 décembre 1944   |                                                         |
| 119             | Joachim Peiper                      | Waffen-SS    | SS-Obersturmbannführer      | SS-Pz.Rgt. 1                              | 11 janvier 1945    |                                                         |
| 120             | Walter Krüger                       | Waffen-SS    | SS-Obergruppenführer        | VI. Waffen-AK der SS                      | 11 janvier 1945    |                                                         |
| 121             | Wolfgang Kretzschmar                | Heer         | Oberst                      | Jäger-Rgt. 24 (L)                         | 12 janvier 1945    | à titre posthume                                        |
| 122             | Lothar Rendulic                     | Heer         | Generaloberst               | 20. Gebirgs-Armee                         | 18 janvier 1945    |                                                         |
| 123             | Maximilian Wengler                  | Heer         | Generalmajor                | 227. Inf.Div.                             | 21 janvier 1945    |                                                         |
| 124             | Walther Nehring                     | Heer         | General der Panzertruppen   | XXIV. Pz.-Korps                           | 22 janvier 1945    |                                                         |
| 125             | Hermann Hogeback                    | Luftwaffe    | Oberstleutnant              | KG 6                                      | 26 janvier 1945    |                                                         |
| 126             | Erich Rudorffer                     | Luftwaffe    | Major                       | II./JG 54                                 | 26 janvier 1945    |                                                         |
| 127             | Friedrich Kirchner                  | Heer         | General der Panzertruppen   | LVII. Pz.Korps                            | 26 janvier 1945    |                                                         |
| 128             | Friedrich-Wilhelm Müller            | Heer         | General der Infanterie      | LXVIII. AK                                | 27 janvier 1945    |                                                         |
| 129             | Helmut Dörner                       | Waffen-SS    | SS-Oberführer               | 4. SS-Pol. Pz.Gren.Div.                   | 1er février 1945   |                                                         |
| 130             | Ernst-Wilhelm Reinert               | Luftwaffe    | Oberleutnant                | 14./JG 27                                 | 1er février 1945   |                                                         |
| 131             | Erich Walther                       | Luftwaffe    | Oberst                      | Fsch.Pz.Gren.Div. 2 "HG"                  | 1er février 1945   |                                                         |
| 132             | Max Sachsenheimer                   | Heer         | Generalmajor                | 17. Inf.Division                          | 6 février 1945     |                                                         |
| 133             | Gerd von Rundstedt                  | Heer         | Generalfeldmarschall        | OB West                                   | 18 février 1945    |                                                         |
| 134             | Dietrich von Müller                 | Heer         | Generalmajor                | 16e Panzerdivision                        | 20 février 1945    |                                                         |
| 135             | Friedrich Schulz                    | Heer         | General der Infanterie      | 17. Armee                                 | 26 février 1945    |                                                         |
| 136             | Gotthard Heinrici                   | Heer         | Generaloberst               | 1. Panzerarmee                            | 3 mars 1945        |                                                         |
| 137             | Heinz-Georg Lemm                    | Heer         | Oberstleutnant              | Füs.Rgt. 27                               | 15 mars 1945       |                                                         |
| 138             | Otto Kumm                           | Waffen-SS    | SS-Brigadeführer            | 7. SS-Freiw. Geb.Div.                     | 17 mars 1945       |                                                         |
| 139             | Walter Hartmann                     | Heer         | General der Artillerie      | VIII. AK                                  | 18 mars 1945       |                                                         |
| 140             | Georg Bochmann                      | Waffen-SS    | SS-Standartenführer         | 18. SS-Freiw. Pz.Gren.Div.                | 26 mars 1945       |                                                         |
| 141             | Arthur Jüttner                      | Heer         | Oberst                      | GR 164                                    | 5 avril 1945       |                                                         |
| 142             | Hermann von Oppeln-Bronikowski      | Heer         | Generalmajor                | 20e Panzerdivision                        | 17 avril 1945      |                                                         |
| 143             | Hellmuth Mäder                      | Heer         | Generalmajor                | Führer-Gren.Div.                          | 18 avril 1945      |                                                         |
| 144             | Werner Schröer                      | Luftwaffe    | Major                       | JG 3                                      | 19 avril 1945      |                                                         |
| 145             | Wilhelm Batz                        | Luftwaffe    | Major                       | II./JG 52                                 | 21 avril 1945      |                                                         |
| 146             | Johannes Blaskowitz                 | Heer         | Generaloberst               | OB Niederlande                            | 24 avril 1945      |                                                         |
| 147             | Hermann Niehoff                     | Heer         | General der Infanterie      | Festung Breslau                           | 26 avril 1945      |                                                         |
| 148             | Hermann-Heinrich Behrend            | Heer         | Generalmajor                | 490. Inf.Division                         | 26 avril 1945      |                                                         |
| 149             | Karl Decker (général)               | Heer         | General der Panzertruppen   | XXXIX. Panzer-Korps                       | 26 avril 1945      |                                                         |
| 150             | Otto Weidinger                      | Waffen-SS    | SS-Obersturmbannführer      | SS-Pz.Gren.Rgt. 4 "Der Führer"            | 6 mai 1945         |                                                         |
| 151             | Günther-Eberhardt Wisliceny         | Waffen-SS    | SS-Obersturmbannführer      | SS-Pz.Gren.Rgt. 3 "Deutschland"           | 6 mai 1945         |                                                         |
| 152             | Sylvester Stadler                   | Waffen-SS    | SS-Oberführer               | 9. SS-Panzer-Div.                         | 6 mai 1945         |                                                         |
| 153             | Wilhelm Bittrich                    | Waffen-SS    | SS-Obergruppenführer        | II. SS-Panzer-Korps                       | 6 mai 1945         |                                                         |
| 154             | Fritz-Hubert Gräser                 | Heer         | General der Panzertruppen   | 4. Panzerarmee                            | 8 mai 1945         |                                                         |
| 155             | Eugen Meindl                        | Luftwaffe    | General d. Fallschirmtruppe | II. Fallsch. Korps                        | 8 mai 1945         |                                                         |
| 156             | Karl Alfred Thieme                  | Heer         | Oberstleutnant              | Pz.Gren.Rgt. 111                          | 9 mai 1945         |                                                         |
| 157             | Heinrich von Lüttwitz               | Heer         | General der Panzertruppen   | XXXXVII. Pz.Korps                         | 9 mai 1945         |                                                         |
| 158             | Otto Hitzfeld                       | Heer         | General der Infanterie      | LXVII. AK                                 | 9 mai 1945         |                                                         |
| 159             | Josef Bremm                         | Heer         | Oberstleutnant              | 5./IR 426                                 | 9 mai 1945         |                                                         |